# Західно-Єфремівське газове родовище
Західно-Єфремівське газове родовище — належить до Машівсько-Шебелинського ГР Східного нафтогазоносного регіону України. 

## Опис
Адміністративно розташоване на межі Первомайського, Нововодолазького та Кегичівського районів (Харківська область), за 19 км від м. Первомайськ.
В тектонічному плані родовище знаходиться в східній частині приосьової зони Дніпровсько-Донецької западини.
Знаходиться в консервації.